# 2024年弗拉基米爾·普京訪問朝鮮
2024年6月18日至19日，俄羅斯總統弗拉基米爾·普京訪問朝鮮民主主義人民共和國，這是普京自2000年以來首次訪問朝鮮。在訪問期間，普京與朝鮮勞動黨總書記金正恩舉行會談，最終雙方簽署《全面戰略夥伴關係協議》。

## 背景
自2023年7月以來，俄羅斯和朝鮮之間展開創紀錄的高頻度交流，雙方在此期間進行超過24次不同層級的訪問。2023年，金正恩在訪問俄羅斯期間，金正恩向普京發出訪問朝鮮的邀請。
在普京出訪前夕，朝鮮勞動黨官方報紙《勞動新聞》刊登一篇普京撰寫的文章，題為《俄羅斯與朝鮮：歲月見證的友誼與合作傳統》。普京在文中提到蘇聯於第二次世界大戰後對朝鮮共產主義政權的扶持，批評美國企圖推行新殖民主義的統治，並高度評價朝鮮對俄羅斯進行「特別軍事行動」的支持。文章未提及兩國的軍事合作。然而，西方國家和韓國聲稱，自2023年起，朝鮮一直向俄羅斯大規模供應彈藥和武器。

## 訪問

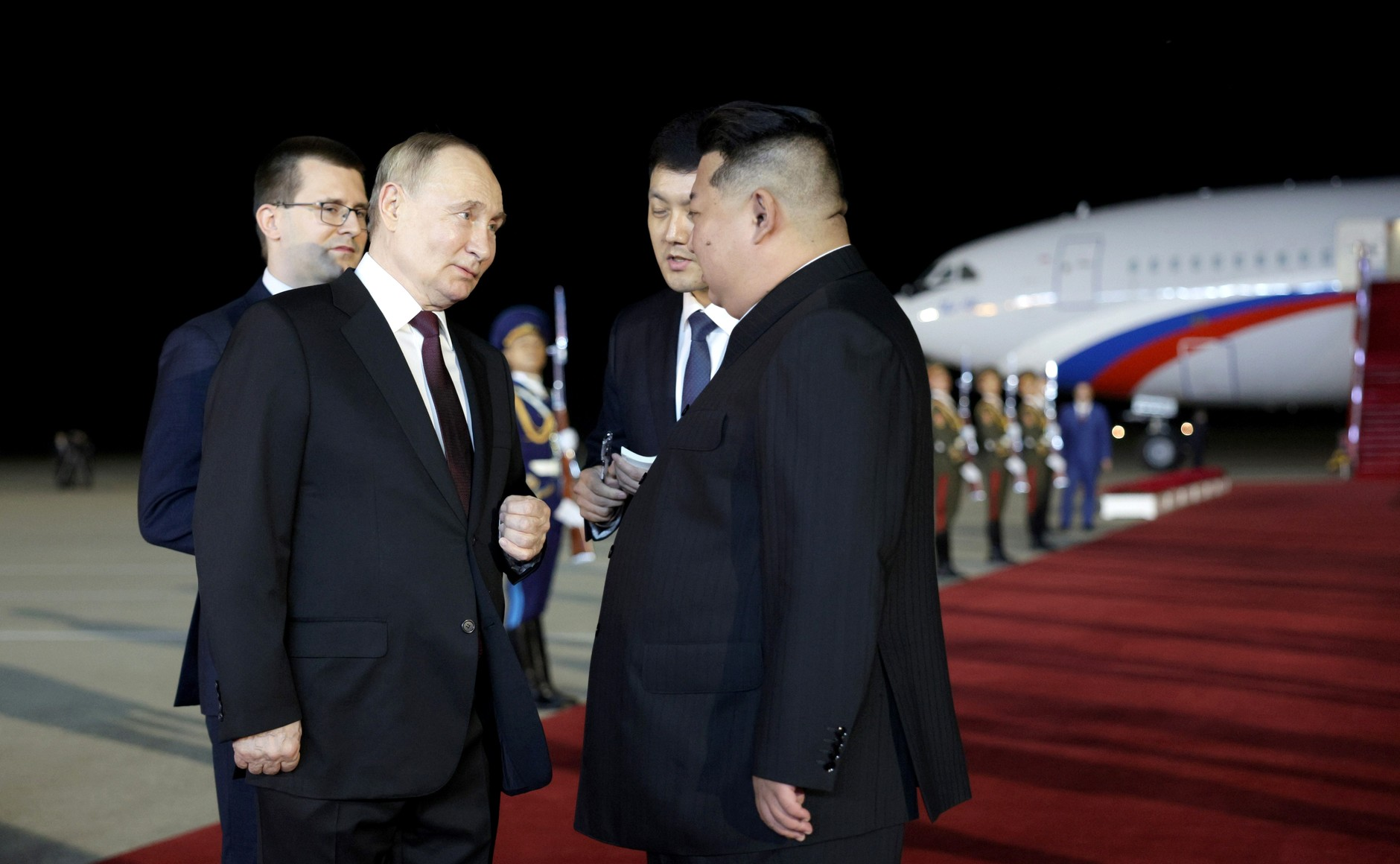
金正恩在平壤國際機場舉行的儀式上迎接弗拉基米爾·普京

2024年6月18日，俄羅斯總統行政專機抵達朝鮮平壤，金正恩在飛機舷梯處迎接普京。陪同普京出訪的俄羅斯代表團包括俄羅斯第一副總理丹尼斯·曼圖羅夫、俄羅斯副總理亞歷山大·諾瓦克、俄羅斯國防部部長安德烈·別洛烏索夫和俄羅斯外交部部長謝爾蓋·拉夫羅夫。
位於平壤市中心的金日成廣場舉行迎接普京的官方歡迎儀式。官方影片顯示，現場有揮舞兩國國旗和鮮花的群眾、紅地毯以及俄朝兩國領導人的巨大肖像。其後普京與金正恩在錦繡山迎賓館進行會談，會談時間超過10小時。
金正恩表示，雙方簽署的條約是具和平和防禦性質，並表達對俄羅斯入侵烏克蘭的全力支持。他認為，兩國關係正處於繁榮期，甚至比朝鮮與蘇聯的關係更為緊密。金正恩稱普京是朝鮮人民最親愛的朋友。
雙方互相贈送禮物。普京贈送給金正恩一套茶具、一把海軍上將的短劍和一輛Aurus汽車，而金正恩則回贈帶有普京肖像的禮物。
最後，為紀念普京的到來，舉行了一場音樂會，演奏了Shaman、格里戈里·萊普斯、奧列格·加茲馬諾夫、柳拜樂隊的歌曲，以及《喀秋莎》和《神聖的戰爭》。

## 戰略合作協議
兩國在會談後，雙方元首簽署《全面戰略夥伴關係協議》。根據普京的聲明，該協議不排除俄羅斯與朝鮮發展軍事技術合作，並規定在一方遭受侵略時互助對方。協議也規定發展兩國經濟關係。
朝鮮媒體報導稱，若發生戰爭，雙方應使用一切可用手段援助盟友。協議指出，各國行動應遵守俄羅斯和朝鮮的法律，以及《聯合國憲章》第51條。韓國世宗研究所分析師張成昌評估，俄羅斯和朝鮮重建冷戰時期的軍事同盟。
普京稱該條約為突破性協議，使兩國合作達到新的高度。

## 反應
北約秘書長延斯·斯托爾滕貝格指出，普京訪問朝鮮的事實證明安全問題是全球性，而非僅限於局部區域。
韓國外交部部長趙兑烈於6月21日致電美國國務卿安東尼·布林肯和日本外務大臣上川陽子商討俄朝所簽署的協議，三國其後共同發表聲明，認為該協議會對朝鮮半島局勢造成威脅。韓國外交部第一次官金烘均則召見俄羅斯駐韓國大使奧爾基·季諾維也夫表達抗議。

## 另見
- 2023年朝俄首腦會談
- 2024年弗拉基米爾·普京訪問中華人民共和國